# Streckewalde
Streckewalde ist ein Ortsteil der sächsischen Gemeinde Großrückerswalde im Erzgebirgskreis in Deutschland.

## Geografie

### Lage
Streckewalde liegt etwa sieben Kilometer westsüdwestlich von Marienberg im Erzgebirge. Die Ortslage erstreckt sich über etwa einen Kilometer im Tal eines nach Osten der Preßnitz zufließenden Baches. Zu Streckewalde zählen Finsterau an der Preßnitz und die Höllenmühle im südlich gelegenen Tal des Sandbaches.
Am östlichen Ortsende quert auf kurzer Distanz die ehemalige Staatsstraße 220 Mittelschmiedeberg–Schönbrunn die Ortslage, über die Kreisstraße 7107 besteht Anschluss an das südlich gelegene Mildenau.

### Nachbarorte
|                      | Wolkenstein                                 |                  |
| Himmelmühle          | Kompassrose, die auf Nachbargemeinden zeigt | Großrückerswalde |
| Thermalbad Wiesenbad | Mildenau                                    | Mauersberg       |

## Geschichte

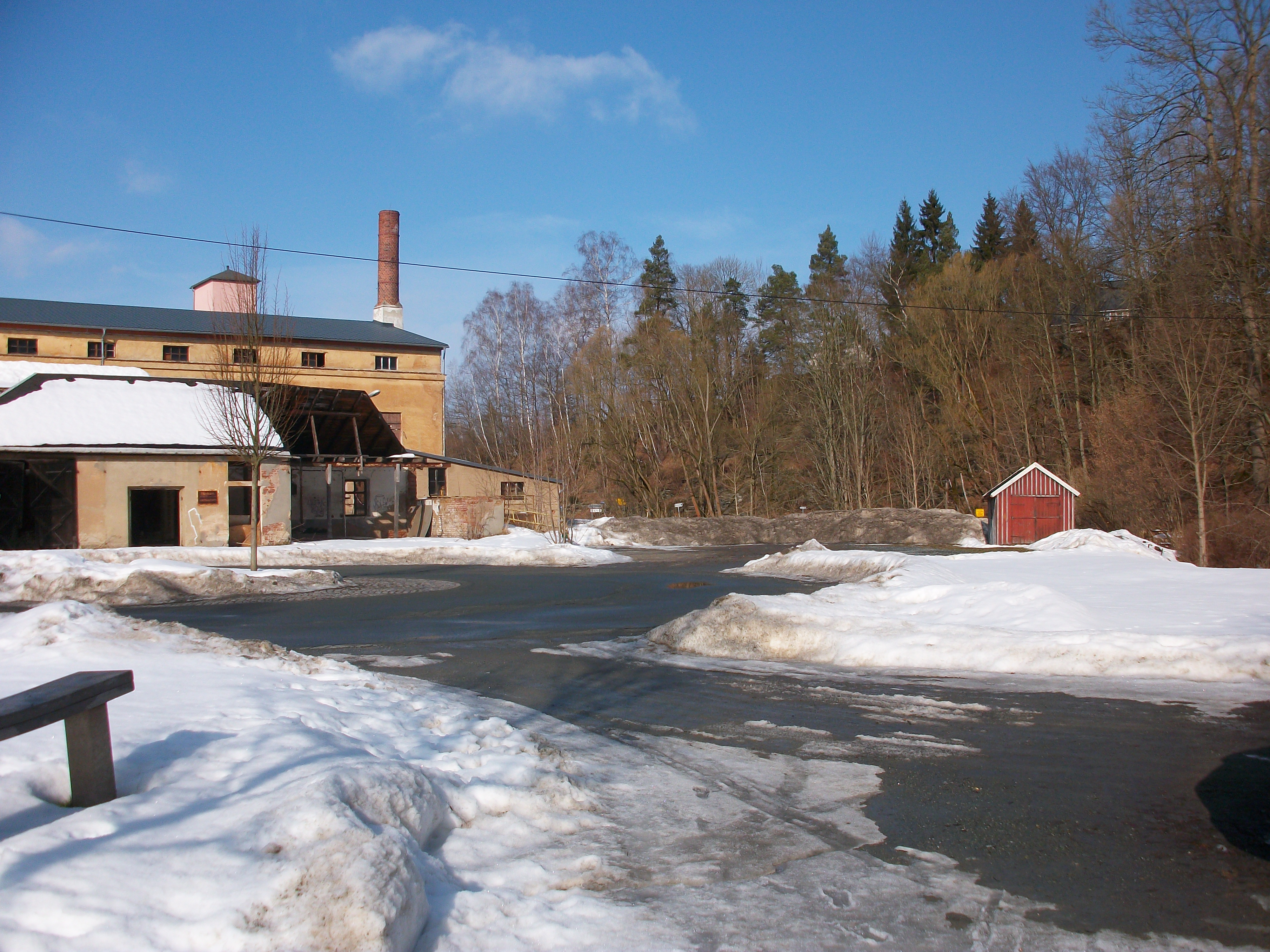
Ehemalige Haltestelle Streckewalde (2017)

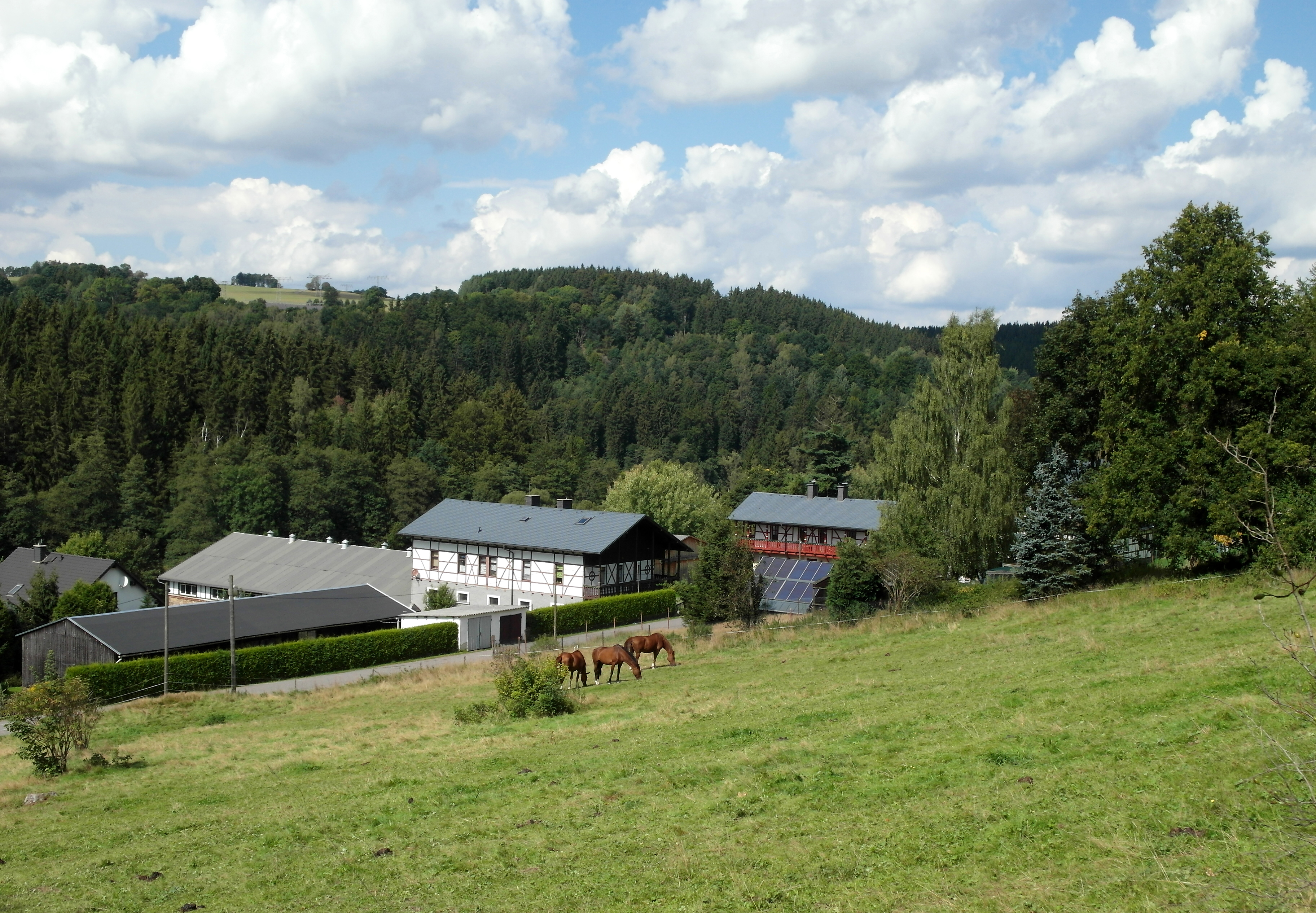
Reitverein, als Gestüt einst Teil des Ritterguts Streckewalde

In einer Urkunde von 1241 wird Strekewalde erstmals urkundlich als Besitz des Klosters Buch erwähnt.
Nach 1281 wurde der Ort an die Grundherren von Waldenburg auf Schloss Wolkenstein verkauft, um 1500 wurden die Herren von Krahe Besitzer des Erblehngutes Streckewalde (Rittergut, später Villa Hohenwendel). In der Folge wechselten die Besitzer relativ häufig, unter ihnen war auch die Hammerwerksbesitzerfamilie von Berbisdorf.
Mit der Reformation 1536 kam Streckewalde zur Parochie Mildenau, 1874 wurde ein Friedhof angelegt und eine Parentationshalle errichtet.
Um 1641 wurde eine Steinbogenbrücke über die Preßnitz erbaut. Von 1675 bis 1748 wurden bis zu 13 Gruben auf Streckewalder Flur betrieben. In der Finsterau gab es eine Poch- und Silberwäsche zur Verarbeitung der ausgebrachten Erze, im Allgemeinen erwies sich der Bergbau jedoch als wenig ergiebig.
1773 wurde ein Schulgebäude erbaut, 1963 wurde die Schule endgültig geschlossen.
August Schumann nennt 1824 im Staatslexikon von Sachsen Streckewalde betreffend u. a.:
„Der Ort hat gegen 40 Häuser und 200 Einwohner (im J. 1806 waren es 175, und sie hielten 122 Kühe). Die Hauptnahrung fließt aus dem Feld- und Flachsbau, so wie aus dem Spitzenklöppeln.“
Streckewalde gehörte bis 1856 zum Amt Wolkenstein. Ab 1860 werden in der Finsterau Flachsspinnereien errichtet, wenig später erfolgt die Umrüstung zu Holzschleifereien.
Am 1. Juni 1892 erhielt Streckewalde mit der gleichnamigen Haltestelle der Schmalspurbahn Wolkenstein–Jöhstadt Eisenbahnanschluss. Der Personenverkehr wurde am 1. Oktober 1984 endgültig eingestellt.
Ab 1898 war Kommerzienrat Schmidt aus Berlin neuer Eigentümer des Guts, das er zu einem Gestüt ausbaute. 1908–1910 wurde das alte Herrenhaus des Guts durch einen Neubau ersetzt, der später „Haus Hohenwendel“ genannt wurde. 1922 wurde im Park ein Mausoleum errichtet. Ab 1932 gehörte das Gestüt Schmidts Tochter Wendula und ihrem Mann, dem nationalsozialistischen Funktionär Otto Wagener. Nach ihrer Enteignung im Zuge der Bodenreform 1946 wurde das Mausoleum bis auf den Sockel zerstört, die Särge wurden auf den Streckewalder Friedhof umgebettet. Das Haus Hohenwendel wurde später Schulungsheim, dann Erholungsheim von FDGB, SED und FDJ.
Mit der Bildung der Gemeinde Thermalbad Wiesenbad 1956 wurde Hohenwendel dieser zugeordnet. Seit 18. März 1994 ist Streckewalde Mitglied des Verwaltungsverbandes Wolkenstein.
Zum 1. Januar 1999 wurde Streckewalde nach Großrückerswalde eingemeindet.

## Entwicklung der Einwohnerzahl
| Jahr | Einwohnerzahl                                       |
| ---- | --------------------------------------------------- |
| 1751 | 23 besessene Mann, 49 Inwohner                      |
| 1764 | 24 besessene Mann, 9 Gärtner, 10 Häusler, 6 ½ Hufen |
| 1834 | 346                                                 |
| 1871 | 518                                                 |
| 1890 | 598                                                 |

| Jahr | Einwohnerzahl |
| ---- | ------------- |
| 1910 | 632           |
| 1925 | 608           |
| 1939 | 556           |
| 1946 | 601           |
| 1950 | 662           |
| 1964 | 454           |

| Jahr | Einwohnerzahl |
| ---- | ------------- |
| 1990 | 368           |
| 1998 | 367           |
| 2009 | 346           |
| 2011 | 348           |
| 2024 | 284           |

## Persönlichkeiten (alphabetisch)
- Ewald Dost (1897–1945), nationalsozialistischer Politiker, Mitglied des Reichstages, Oberbürgermeister der Stadt Zwickau
- Rudolf Weber (1889–1972), Maler und Grafiker, war 1923 bis 1929 Bürgermeister des Orts